# Boudouaou
Boudouaou (em árabe: بودواو), durante o colonialismo francês, conhecido como L'Alma (ou Alma), é uma cidade e comuna localizada na província de Boumerdès, Argélia. É uma cidade costeira no mar Mediterrâneo. Segundo o censo de 2008, a população total da cidade era de 71 238 habitantes.

## Personalidades
- Rachid Mimouni (um escritor argelino)